# Henry Percy, 9è comte de Northumberland
Henry Percy, 9è comte de Northumberland (1564–1632) va ser un noble anglès.

## Orígens familiars
Henry va néixer al castell de Tynemouth el 27 d'abril de 1564, fill de Henry Percy, 8è comte de Northumberland i de Katherine Neville

## Núpcies i descendència
Es va casar el 1594 amb lady Dorothy Devereux, filla de Walter Devereux, comte d'Essex, amb qui tingué quatre fills:
- Dorothy (c.1598 – 1659)
- Lucy (1599/1600 – 1660)
- Algernon (1602 – 1668)
- Henry (1604 – 1659)